# Lincoln Navigator
Le Navigator est un SUV du constructeur automobile américain Lincoln produit depuis 1998. Quatre générations se sont succédé. Il s'agit du cousin du Ford Expedition.
Le Lincoln Navigator est un luxueux SUV de grande taille vendu par la Lincoln Motor Company, une marque de la Ford Motor Company, depuis la 1ère génération vendue en 1998. Vendu principalement en Amérique du Nord, le Navigator est le cousin du Ford Expedition. Il s'agit de la plus lourde Lincoln jamais construite, et c'est aussi la Lincoln avec la plus grande capacité de chargement. Enfin il s'agit de la première Lincoln à offrir plus de 6 places sans être une limousine.
La production du Lincoln Navigator était basée à Wayne dans le Michigan de 1997 à 2009. Depuis 2009, la production se fait également à Louisville dans le Kentucky.

## Première génération (1998-2003)
Le Lincoln Navigator a été lancé le 1er juillet 1997 pour le millésime 1998, le 1er exemplaire étant sorti des lignes de production le 14 Mai 1997. Basé directement sur le Ford Expedition, lancé l'année précédente, le Navigator est devenu le premier SUV de grande taille de la filiale Lincoln-Mercury.

Dans sa 1ère année calendaire de vente, (1998), le Navigator à permis à Lincoln de dépasser le volume de ventes annuelles de Cadillac (une 1ère depuis des décennies). Initialement, les premiers rapports indiquaient que Cadillac avait dépassé Lincoln de peu avec 222 véhicules vendus en plus, grâce à une spectaculaire augmentation des ventes de l'Escalade en décembre 1998 ( de quelques centaines les mois précédent à près de 5000 ventes). Plus tard, un audit à conduit à une correction de ces résultats en Mai 1999, attribuant cette "erreur" à des "employés peu qualifiés" "trop zélés".

## Seconde génération (2003-2006)
Lancé en mai 2002, le millésime 2003 a apporté beaucoup de changement et améliorations au Navigator grâce notamment à un tout nouveau design. Le Navigator partageait toujours sa plateforme avec le Ford Expedition, qui avait également été redessiné en 2003, mais continuait à s'en démarquer en termes de style et par une amélioration de ses caractéristiques. Le nouveau design extérieur a été sérieusement revu. Il s'agit du premier changement de design depuis le lancement du Navigator. Seules les portes avant et le toit sont repris à la précédente génération. Le nouveau design extérieur apporte des éléments comme une nouvelle grille de calandre chromée, des phares plus brillants et plus grands, des poignées de portes chromées revues  installées dans des enjoliveurs assortis à la couleur, ainsi que des marchepieds sensiblement plus larges. A l'intérieur, le Navigator reçoit un tout nouveau tableau de bord, qui n'était plus partagé avec l'Expedition. Inspiré par la disposition en double cockpit symétrique de la Lincoln Continental de 1961, l'instrumentation et le tableau de bord étaient recouverts d'inserts en ronce de noyer et les boutons peints dans une couleur matte/satinées. Parmi les améliorations de l'intérieur, 120 leds au total permettaient le rétroéclairage des boutons et commandes. En plus de l'horloge analogique de haute qualité montée dans la planche de bord, une trappe articulée permet de masquer la radio et le GPS optionnel quand ils ne sont pas utilisés.
En plus des changements dans le design du Navigator, d'autres caractéristiques et options sont arrivées en 2003. Des nouvelles fonctions disponibles comme le Ford's Safety Canopy (sécurité de pavillon Ford, des airbags rideaux) et un système de contrôle de la pression des pneus améliorent la sécurité des occupants. La praticité a été améliorée par les marchepieds motorisés (une première dans le domaine), les sièges du 3ème rang pouvant se replier électriquement, un hayon électrique, et les phares au xénon (pour les tout derniers modèles). Le système de divertissement vidéo disponible pour les sièges arrière a été mis à jour pour être compatible avec le DVD, et tous les Navigator étaient maintenant livrés avec des jantes aluminium de 18 pouces de série ou des jantes chromées de 18 pouces en option.
Comme le Ford Expedition restylé de 2003(U222), le Navigator a bénéficié d'un châssis retravaillé, d'une nouvelle crémaillère de direction, et de toutes nouvelles suspensions arrières indépendantes, qui apportent un meilleur confort de suspension et de conduite. Le Navigator bénéficiait toujours de suspensions pneumatiques adaptatives à la charge mais celles-ci abaissaient maintenant le véhicule de 2,5 cm quand il était arrêté, afin de faciliter l'accès à l'habitacle.  Le moteur du Navigator a été modifié à partir du UN173, mais le 5.4 L DOHC V8 utilisé précédemment n'a plus été placé sous la dénomination InTech. Cependant il développait maintenant 300 ch (224 kW) à 5 500 tr/min et 481 N m de couple à 3 750 tr/min. À cause des changements apportés avec ce nouveau design, le poids à vide du Navigator a augmenté à 2 613 kg en deux roue motrices, et à presque 2 700 kg sur les versions à quatre roues motrices. Cependant, la capacité de remorquage est légèrement diminuée.
Le contrôle de la pression des pneus est passé en série en 2004 alors que le Ford's AdvanceTrac, une sorte de système de contrôle de la motricité, avec un contrôle de stabilité anti retournement (RSC) était désormais disponible en option. En 2005 le Navigator recevait un facelift mineur avec de nouveaux feux de brouillards de forme carrée, en remplacement de ceux de forme circulaire utilisés précédemment. L'AdvanceTrac et le RSC étaient maintenant en série alors que les phares au Xénon devenaient disponibles sur tous les modèles. Dans le but de rendre le véhicule plus économique, le 5.4 L DOHC V8 introduit en 1999 est remplacé par le même 5.4 L 3-valve SOHC V8 disponible dans le Ford F-150 depuis le millésime 2004. Bien qu'ayant un design différent, ce nouveau moteur offrait une puissance similaire, en produisant 300 ch à 5 000 tr/min et 495 N m de couple à 3 750 tr/min. Le nouveau moteur n'était pas vendu comme un moteur Triton dans le Navigator, bien qu'il soit mécaniquement identique au moteur du Ford F-150. La transmission automatique 4R75W à 4 rapports utilisée de 2003 à 2004 a été remplacée par une nouvelle boîte ZF à 6 rapports. Le poids à vide du millésime 2005 descendait à 2 520 kg alors que les versions 4 roues motrices commençaient à 2 650 kg. La capacité de remorquage augmentait quant à elle significativement par rapport au millésime précédent, en atteignant 3 901 kg en 2 roues motrices et 3 765 kg en 4 roues motrices. En 2006, un pack Elite apparait, disponible pour le niveau de finition Ultimate, incluant un système de navigation GPS sur DVD avec un écran tactile à commandes vocales, le système audio THX , un système de lecteurs DVD aux places arrière et les phares au Xénon.

## Troisième génération (2007-2017)

### Phase 1
La troisième génération du Lincoln Navigator est sortie en 2006.

### Phase 2

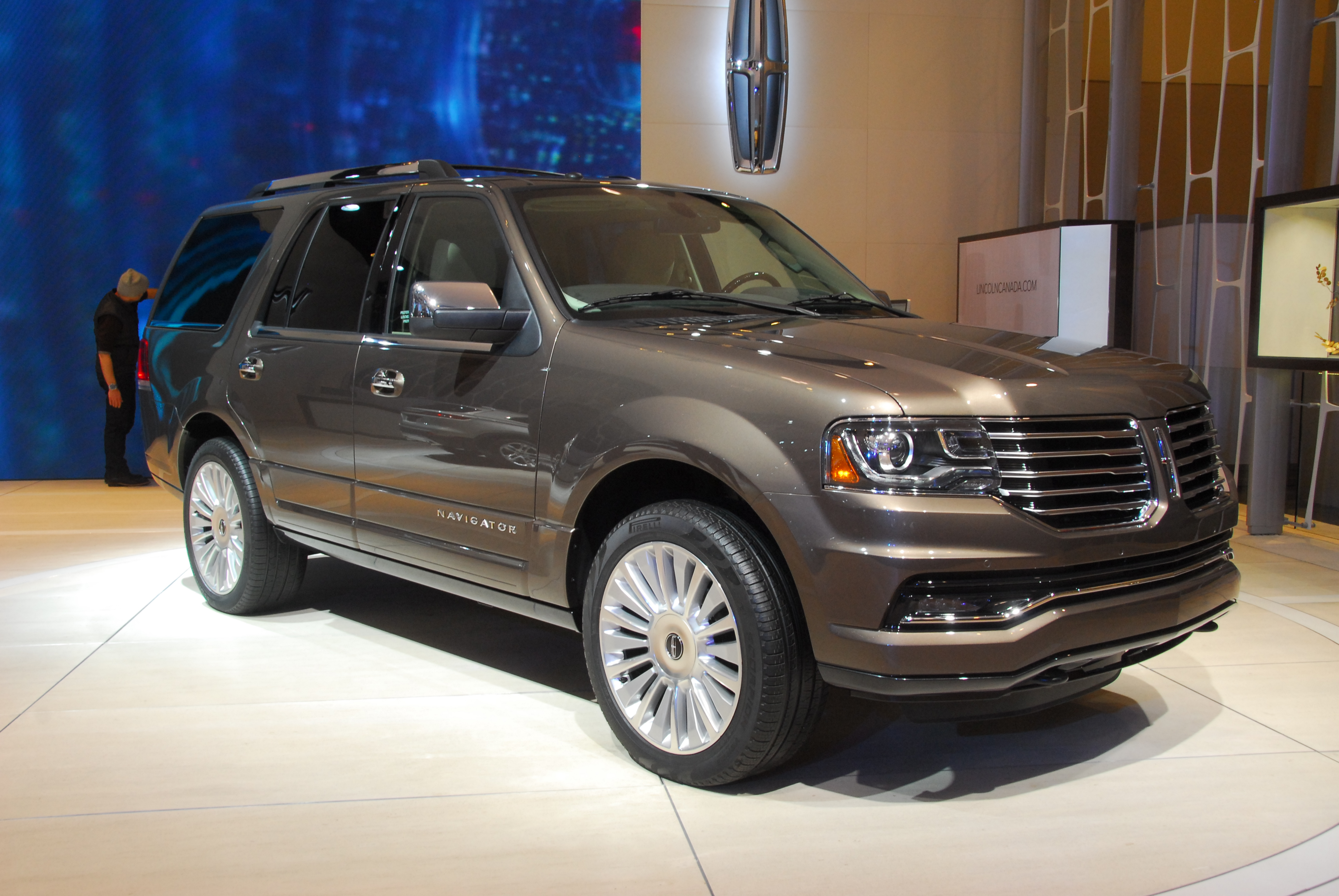
Lincoln Navigator III Phase II

En 2014, il bénéficie d'une retouche esthétique, tout en abandonnant le V8 au profit du 3.5 litres V6 Ecoboost de 370 ch.

## Quatrième génération (2017-)
C'est lors de l'édition 2016 du salon de l'automobile de New York que Lincoln a dévoilé pour la première fois le concept de la prochaine génération du Lincoln Navigator, commercialisée en 2017.

## Liens
- Site officiel